# Георг фон Айзенгарт-Роте
Георг Еміль Фердинанд Карл фон Айзенгарт-Роте (нім. Georg Emil Ferdinand Karl von Eisenhart-Rothe; 29 травня 1849, маєток Ліцов — 29 серпня 1942, маєток Ліцов) — німецький землевласник, політик і офіцер, ротмістр Прусської армії.

## Біографія
Представник знатного бранденбурзького роду. Син землевласника і директора земельного товариства Фердинанда фон Айзенгарта-Роте (1815–1880), власника маєтку Ліцов, і його дружини Емілії, уродженої фон Лепер (1824–1917). Дядько генерал-майора Пауля фон Леттов-Форбека.
Айзенгарт-Роте був юристом. В 1869 році вступив в Прусську армію, яку він залишив в 1881 році, щоб прийняти свою спадщину як власника маєтку Ліцов після смерті батька в 1880 році. З 1892 по 1913 рік він був членом Прусської палати представників від Німецької консервативної партії як представник виборчого округу Штеттін 5 (Наугард — Регенвальде). У 1918 році недовгий час був членом Прусської палати ппанів. З 1918 по 1931 рік — генеральний директор Померанського ландшафту.

## Сім'я
20 червня 1882 року одружився в маєтку Вундіхов з Анною фон дер Марвіц (21 червня 1860, маєток Вундіхов — 28 червня 1955, Блісторф). В пари народились 5 дітей
- Катаріна Марі Емілія (28 квітня 1883 — 18 серпня 1963) — в 1903 році вийшла заміж за землевласника Георга Геннінга фон Путткамера (29 березня 1872 — 8 січня 1937).
- Фрідріх Фердинанд Адальберт (17 серпня 1884 — 27 серпня 1963) — оберст Прусської армії. В 1912 році одружився з Маргаритою Елізабет Анною Марі Луїзою Генні фон Койделль (30 серпня 1891), дочкою землевласника і політика Александера фон Койделля.
- Анна Вера (1886–1887)
- Ернст Георг Віктор Сигізмунд (25 вересня 1890) — генерал-майор Прусськох армії.
- Марія Анна Вера (25 вересня 1890 — 23 січня 1948) — в 1913 році вийшла заміж за ротмістра Екгарта фон Боніна (2 квітня 1877 — 3 листопада 1961).

## Нагороди
- Залізний хрест 2-го класу із застібкою «25»
- Хрест «За заслуги у військовій допомозі»
- Орден Червоного орла 4-го класу
- Орден Корони (Пруссія) 4-го класу
- Пам'ятна військова медаль за кампанію 1870-71 з чотирма застібками
- Столітня медаль
- Орден Святого Йоанна (Бранденбург), лицар справедливості